# Разнощитковые
Разнощитковые, или гетеростра́ки (лат. Heterostraci), — подкласс вымерших бесчелюстных из класса парноноздрёвых (Pteraspidomorphi).
Группа существовала с конца кембрия по девон, 488—359 млн лет назад. Ископаемые остатки представителей группы находят в Евразии и Северной Америке. Длина от нескольких сантиметров до одного метра. Тело широкое и плоское. Голова и передняя часть туловища покрыты панцирем из пластинок аспидина (бесклеточной костной ткани), имеют снаружи дентиновые бугорки. Жаберных мешков 7, наружу они открываются общим жаберным отверстием. Хвостовой плавник гипоцеркальный, других плавников нет.
Пресноводные и морские малоподвижные придонные формы. Планктонофаги и бентофаги. Типичные представители гетеростраков — псаммостеевые или псамостеиды (Psammosteidae). Возможно, предки челюстноротых. Служат руководящими ископаемыми.

## Классификация
В подкласс включают следующие отряды:
- Отряд Cardipeltida (род Cardipeltis и др.)
- Отряд Corvaspidida (род Corvaspis и др.)
- Отряд Cyathaspidiformes Kaier, 1930 [syn. Cyathaspidida Kaier, 1930, orth. var.] — Циатаспидообразные[2]
- Отряд Lepidaspidida (род Lepidaspis и др.)
- Отряд Pteraspidiformes Berg, 1940 [?syn. Pteraspidida Kaier, 1932, orth. var.] — Птераспидообразные[2]
- ? Отряд Tesakoviaspidida (род Tesakoviaspis)
- Отряд Tesseraspidida (род Tesseraspis и др.)
- Отряд Tolypelepidida (роды Athenaegis, Tolypelepis и др.)
- Отряд Traquairaspidiformes  Stensio, 1958 [syn. Traquairaspidida Stensio, 1958, orth. var.] (роды Phialaspis, Toombsaspis, Traquairaspis и др.)